# Староседле
Староседле (пол. Starosiedle, нім. Starzeddel) — село в Польщі, у гміні Губін Кросненського повіту Любуського воєводства.
Населення — 435 осіб (2011).
У 1975-1998 роках село належало до Зеленогурського воєводства.

## Демографія
Демографічна структура станом на 31 березня 2011 року:
|          | Загалом | Допрацездатний вік | Працездатний вік | Постпрацездатний вік |
| -------- | ------- | ------------------ | ---------------- | -------------------- |
| Чоловіки | 219     | 46                 | 153              | 20                   |
| Жінки    | 216     | 42                 | 137              | 37                   |
| Разом    | 435     | 88                 | 290              | 57                   |